# Lusiana Conco
Lusiana Conco (Lusaan Kunken in cimbro, Luziana Conco in veneto) è un comune italiano sparso di 4 537 abitanti della provincia di Vicenza in Veneto. Si trova sull'Altopiano dei Sette Comuni.
È stato istituito il 20 febbraio 2019, dalla fusione degli ex comuni di Conco (sede comunale di Lusiana Conco) e di Lusiana (la sede di rappresentanza, degli organi elettivi e degli uffici per il pubblico del comune).

## Geografia fisica
Lusiana Conco si trova sul versante meridionale dell'altopiano dei Sette Comuni. Si estende su 61,19 km² (di questi, 34,34 km² appartenevano all'ex comune di Lusiana e 26,85 km² all'ex comune di Conco). La quota minima è di 229 m (presso Laverda), mentre la massima è di 1388 m (monte Gusella o Mosca) ma, considerando che la cima è di proprietà del comune di Lusiana Conco, si raggiungono anche i 2336 m di Cima XII, la montagna più alta della provincia e di tutte le prealpi vicentine.

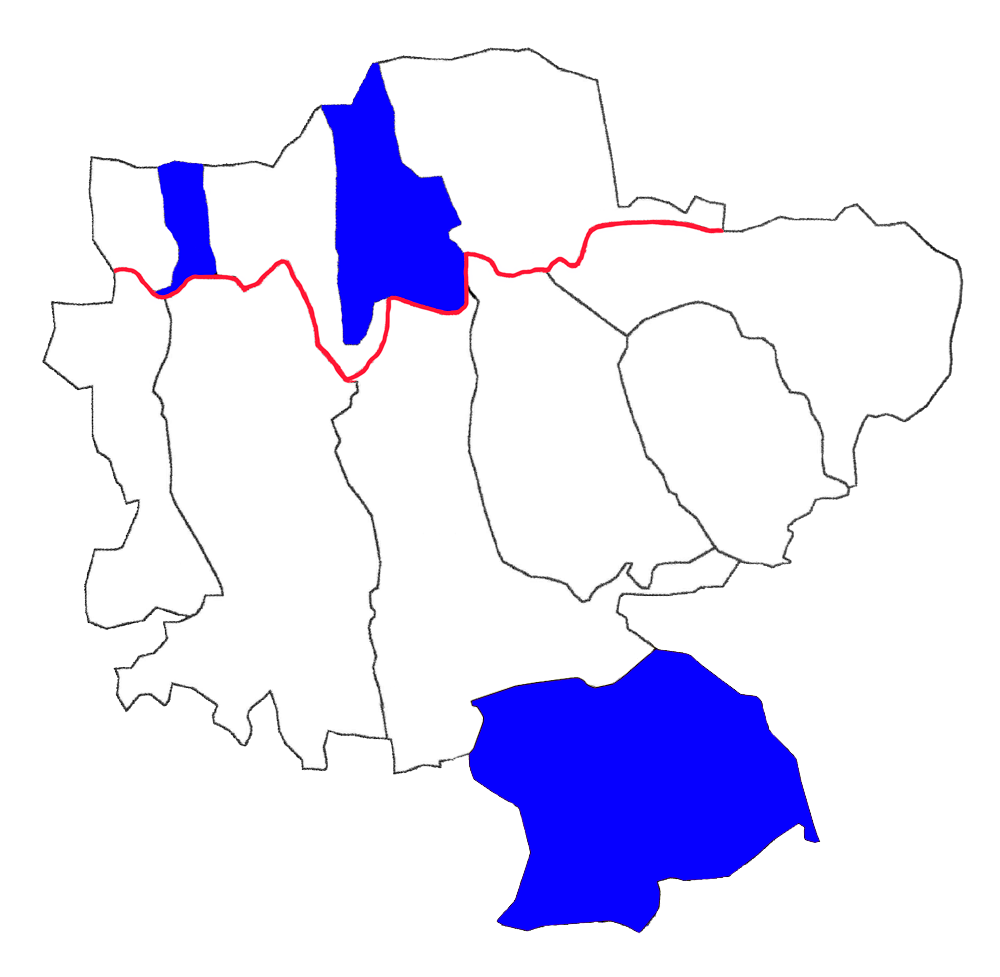
Mappa del territorio dei Sette Comuni. In blu, il comune di Lusiana Conco con le due porzioni del "nuovo patrimonio" (in alto); in rosso, la linea di demarcazione del territorio dell'ex consorzio dei beni della Reggenza.

Dall'ex comune di Lusiana, Lusiana Conco ha infatti ereditato due vaste porzioni di territorio collocate a nord dell'altopiano, note come "nuovo patrimonio". Il comune ne è proprietario e sono soggette all'uso civico degli abitanti dell'ex comune di Lusiana; ma, dal punto di vista amministrativo, ricadono entro i confini di Asiago. Questa particolare situazione è dovuta alla spartizione dei beni collettivi che erano stati dell'antica Reggenza dei Sette Comuni: inizialmente furono compresi nel censuario di Asiago e gestiti attraverso un consorzio intercomunale, in seguito (per atto a rogito del 29 dicembre 1925) furono divisi (nonostante la contrarietà proprio di Lusiana oltre che di Asiago) in porzioni che divennero proprietà dei vari enti. L'assegnazione avvenne per sorteggio, e ciò spiega perché le due porzioni (a Lusiana, in qualità di "comune maggiore", spettarono due decimi della suddivisione) si trovano nella zona nordovest dell'altopiano, mentre il territorio comunale è collocato a sudest. Le due fasce di territorio del nuovo patrimonio sono le zone Larici-Manazzo (4,38 km²) e Galmarara-Cima XII (20,22 km²). La proprietà dell'intero territorio comunale si estende così per 85,79 km². All'ex comune di Conco non furono assegnati territori poiché, all'epoca della Reggenza, costituiva una "contrada annessa".

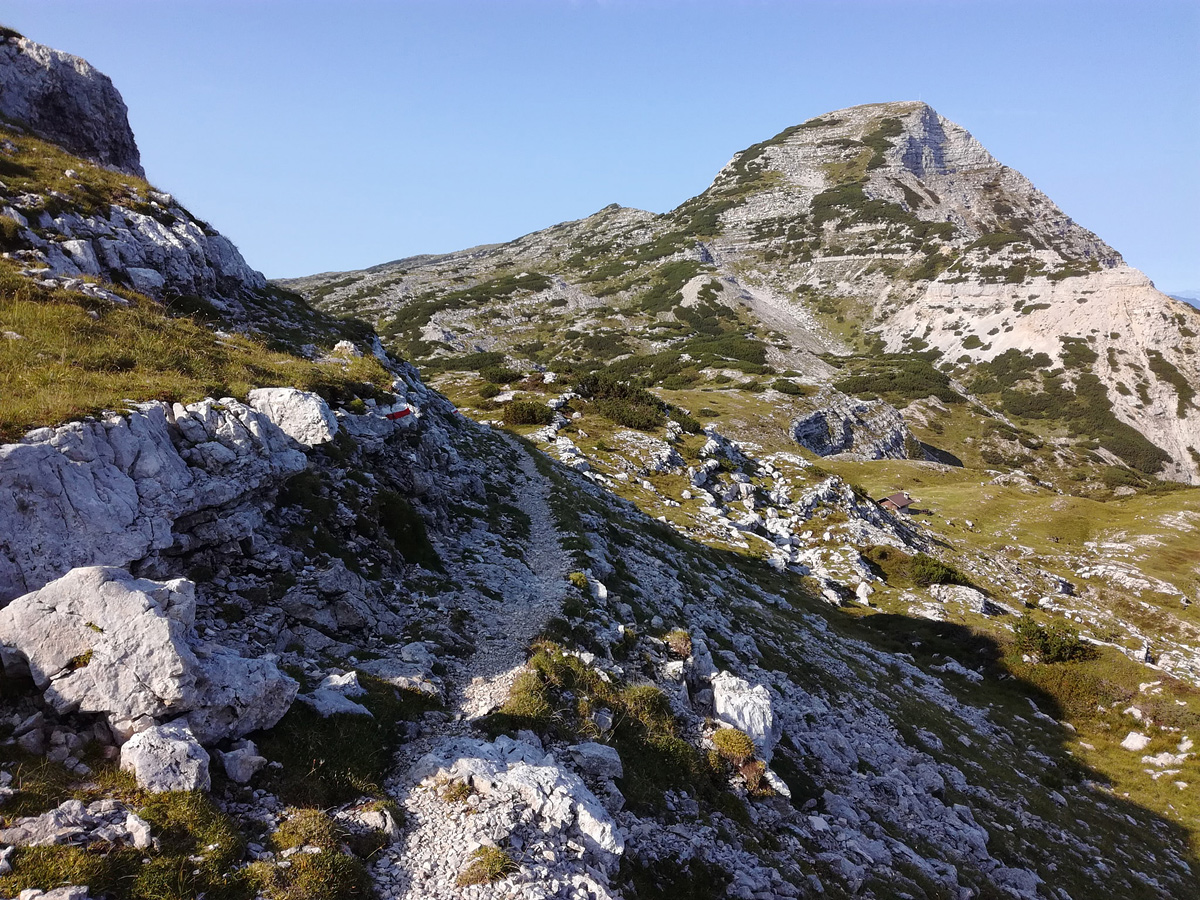
Cima XII, la montagna più alta del territorio di proprietà del comune di Lusiana Conco

Nel territorio sono presenti numerose valli generate dal fenomeno dell'erosione idrica, ma manca pressoché ovunque l'acqua in superficie (eccezione per la valle del Covolo) a causa del fenomeno del carsismo.

### Flora e fauna
La maggior parte della superficie comunale è coperta da foreste che comprendono formazioni di orno-ostrieti ed ostrio-querceti, faggete ed abieteti a sud mentre a nord (entro cioè i confini del nuovo patrimonio) sono più diffuse le peccete e soprattutto le mughete, oltre alle praterie d'alta quota e alle zone di rupe. La funzione prevalente della struttura vegetazionale è di tipo ambientale e produttiva.
Tra la fauna vivono diverse specie di ungulati: il capriolo, il cervo, il camoscio, il muflone ed il cinghiale. È stato più volte avvistato l'orso (con provenienza temporanea dal Trentino di alcuni maschi) mentre è presente il lupo ed è segnalata la presenza dello sciacallo dorato. È presente anche l'istrice. La zona ospita pure un'importante popolazione di uccelli: tra le specie forestali sono presenti il picchio nero, il picchio rosso maggiore, l'astore, lo sparviere, il francolino di monte ed il gallo cedrone, tra i tetraonidi sono presenti anche il gallo forcello e la pernice bianca oltre poi a numerose specie di passeriformi. La zona è frequentata dall'aquila reale e da molte specie di rapaci che sfruttano le correnti termiche generate dall'orografia del territorio, in particolare sul versante meridionale. Inoltre la zona è interessata dalle rotte migratorie di diverse specie ornitiche. Parte del territorio collocato a nord rappresenta l'habitat tipico della Salamandra atra aurorae, sottospecie di salamandra alpina che vive solo in una ristretta area dell'altopiano dei Sette Comuni.

## Storia
Ricerche archeologiche hanno portato alla luce i resti di un insediamento preistorico in Val Lastaro, risalente a circa 11 000 anni fa mentre sul Monte Corgnon sono stati trovati numerosi reperti, conservati oggi in vari musei archeologici, che testimoniano la presenza di un importante sito di altura, forse un castelliere o un luogo di culto. Sul sito è stato ricostruito un villaggio preistorico dell'età del bronzo. Il territorio fu poi colonizzato da popolazioni cimbre per cui gran parte dei toponimi del comprensorio conservano un legame con la lingua cimbra.
Dal punto di vista politico, l'area prealpina che va dall'Astico al Brenta fu soggetta al vescovo di Padova a partire dalla donazione dell'imperatore Berengario I del 917. Successivamente fu legata al comune di Vicenza, agli Ezzelini e al comune di Padova sino al definitivo assoggettamento alla Repubblica di Venezia nel 1405. Nel frattempo, la popolazione dell'altopiano si era organizzata nella Federazione dei Sette Comuni: Lusiana ne era uno dei comuni maggiori, a cui era legato anche il territorio di Conco (una delle contrade annesse ai Sette Comuni). Caduta la Serenissima, la Federazione venne sciolta e venne in seguito istituito il comune di Conco che si separò quindi da Lusiana. A seguito di un referendum svoltosi il 16 dicembre 2018, a Lusiana con il 74% dei si ed a Conco con il 50,5% dei si, si deciderà di fondere i due comuni con la nascita del nuovo comune di Lusiana Conco avvenuta istituzionalmente il 20 febbraio 2019.

### Prima guerra mondiale
Il territorio di Lusiana Conco è stato interessato da importanti eventi durante il primo conflitto mondiale: trovandosi l'altopiano dei Sette Comuni lungo la linea del vecchio confine di Stato, tutto il comprensorio venne infatti coinvolto negli eventi bellici. La zona settentrionale (comprensori di cima Larici e della valle di Galmarara) fu la prima ad essere coinvolta, con l'Offensiva di Primavera tale territorio cadde infatti in mano austroungarica e divenne in seguito importante settore di retrovia imperiale; la zona meridionale al contrario si trasformò in un importantissimo crocevia di soldati delle forze dell'Intesa, in particolar modo dopo la rotta di Caporetto quando anche sull'altopiano le truppe del REI furono costrette a retrocedere sino alle alture immediatamente a nord di Lusiana e di Conco dove arrivarono anche contingenti britannici e francesi per arginare l'attacco avversario.
A Lusiana ebbe sede il comando del XIV Corpo d'Armata mentre a Conco del XIII C.d.A. e sul monte Bertiaga vi fu la sede del comando supremo (gen. Luigi Cadorna) durante la battaglia del monte Ortigara.

### Seconda guerra mondiale
Lusiana e Conco furono teatro di scontri anche durante il secondo conflitto mondiale, in particolare tra truppe partigiane e reparti nazifascisti che tentavano di tenersi aperta la via per il Brennero. Proprio attorno ad alcune frazioni del comune nacquero le prime formazioni della Resistenza sull'altopiano, che a più riprese vennero coinvolte in pesanti rastrellamenti che poi sfociarono anche con rappresaglie sulla popolazione civile. Per questi fatti, Conco è una delle città italiane decorate al valor militare con la croce di guerra al valor militare per i sacrifici della sua popolazione durante la guerra di liberazione.

### Simboli
Il Comune fino al 2023 non ha avuto uno stemma proprio, istituzionalmente si continuavano ad utilizzare, appaiati, gli emblemi dei vecchi comuni di Lusiana e di Conco. Con decreto del presidente della Repubblica del 23 marzo 2023, è stato concesso un nuovo stemma, che, di fatto, vede la rappresentazione dei due vecchi stemmi uniti fra di loro.
(DPR del 23 marzo 2023)
La composizione dello stemma si rifà quindi nella parte sinistra alla leggenda secondo la quale il nome di Lusiana deriverebbe da Lucus Dianæ ("Bosco di Diana"), in quanto sul Monte Cornione (o Corgnon) si praticava il culto di questa divinità. È raffigurata la luna crescente sacra a Diana, il monte Cornione e tre abeti che potrebbero simboleggiare le antiche frazioni appartenenti al vecchio comune di Lusiana: San Giacomo, San Donato e Santa Caterina.
Sulla destra sono raffigurate le cime che rappresentano il territorio montuoso che contraddistingue Conco; l'alabarda è simbolo della resistenza della popolazione ai tentativi di invasione (in particolare nei riguardi dell'esercito del principe di Anhalt che tentò di salire in altopiano nel 1510 e delle truppe francesi e tedesche collegate contro Venezia che nel 1511 tentarono lo stesso attacco); la stella bianca a cinque punte su sfondo rosso è simbolo della Repubblica italiana.
Il gonfalone è un drappo di bianco con la bordatura di azzurro.

## Monumenti e luoghi d'interesse
- Chiesa di San Giacomo Apostolo a Lusiana
- Chiesa dei Santi Maria e Marco a Conco
- Chiesa di Santa Caterina
- Monumento al Milite Ignoto sul monte Corno
- Monumento ai caduti in Piazza IV Novembre, nel centro di Lusiana, opera dello scultore Giuseppe Zanetti[15]

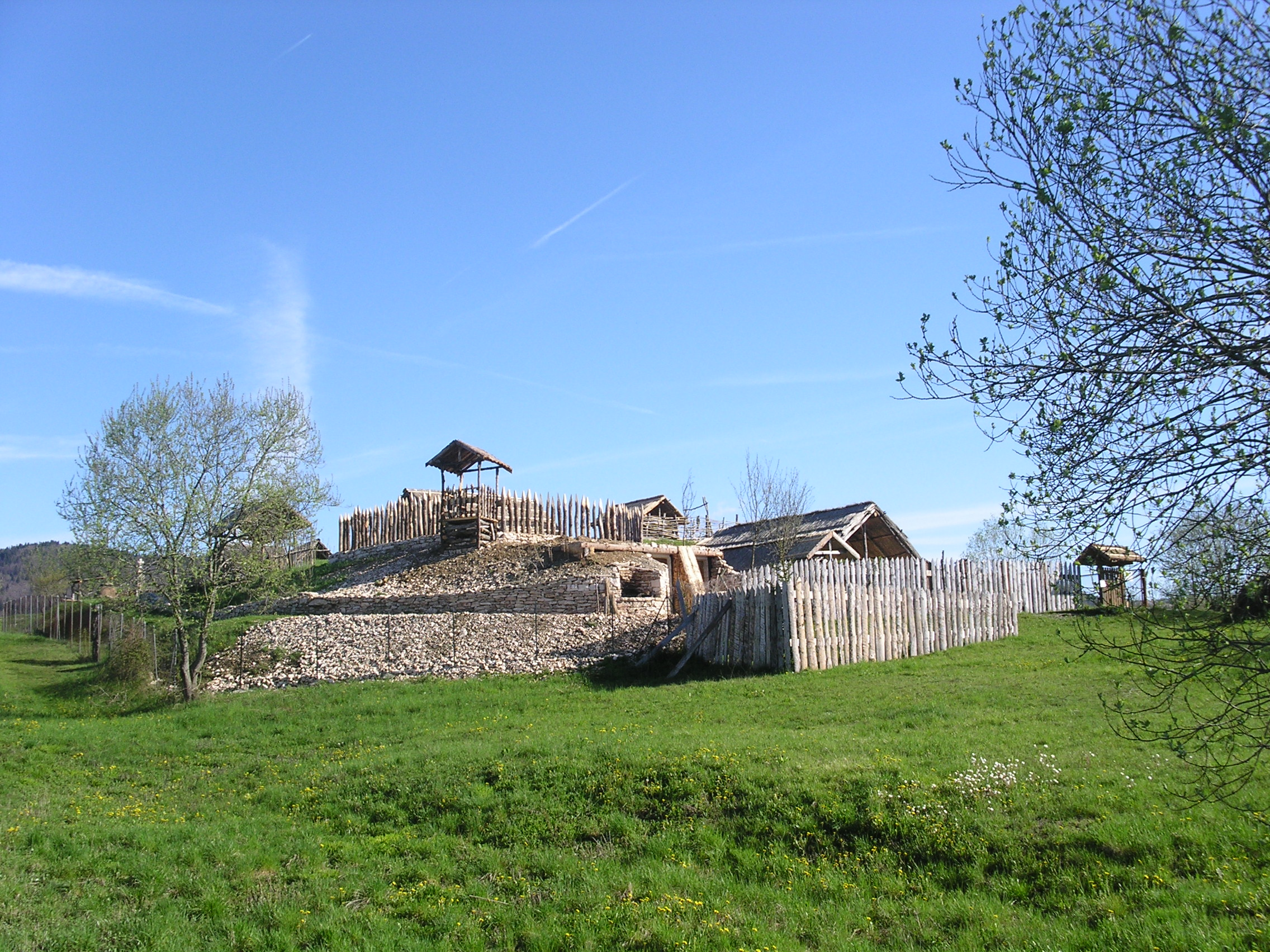
Il villaggio preistorico del monte Corgnon.

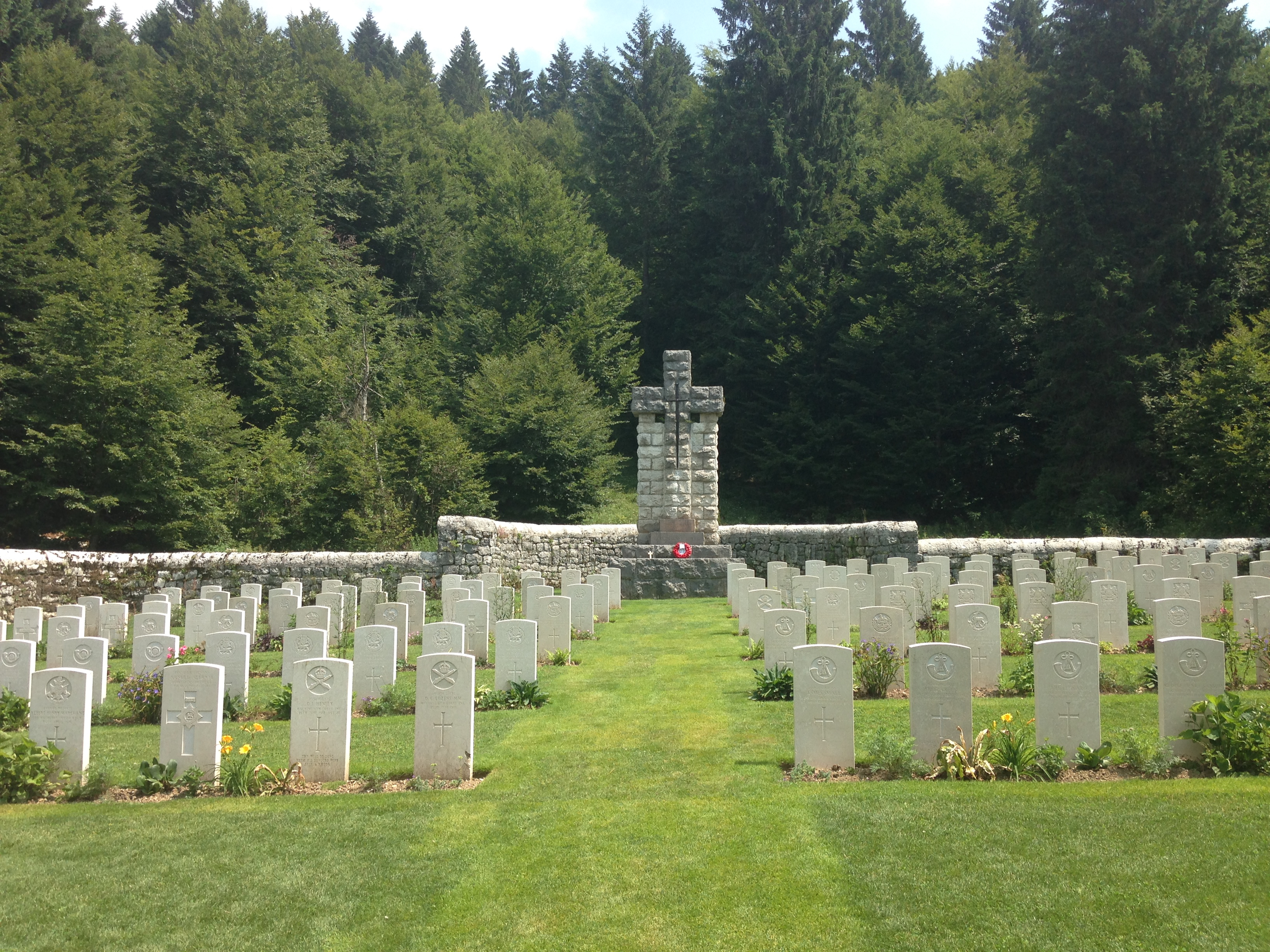
Il cimitero britannico di Granezza dove, tra gli altri, riposa il fratello di Vera Brittain e dove sono state sparse le sue ceneri.

## Geografia antropica
Il territorio di Lusiana Conco è composto da 23 centri storici (nei quali si individuano 5 frazioni) e da 135 contrade, per un totale di 158 località, sparse tutte lungo i versanti sud dell'altopiano. Alcune contrade site nei vecchi comuni hanno lo stesso nome, per cui a quelle afferenti al territorio di Lusiana spetta il nome di "via" mentre quelle localizzate nel territorio del vecchio comune di Conco hanno mantenuto la designazione di "contrà". La zona settentrionale è priva di insediamenti antropici, eccezion fatta per alcuni rifugi alpini e la presenza di malghe d'alpeggio (14 di proprietà comunale).

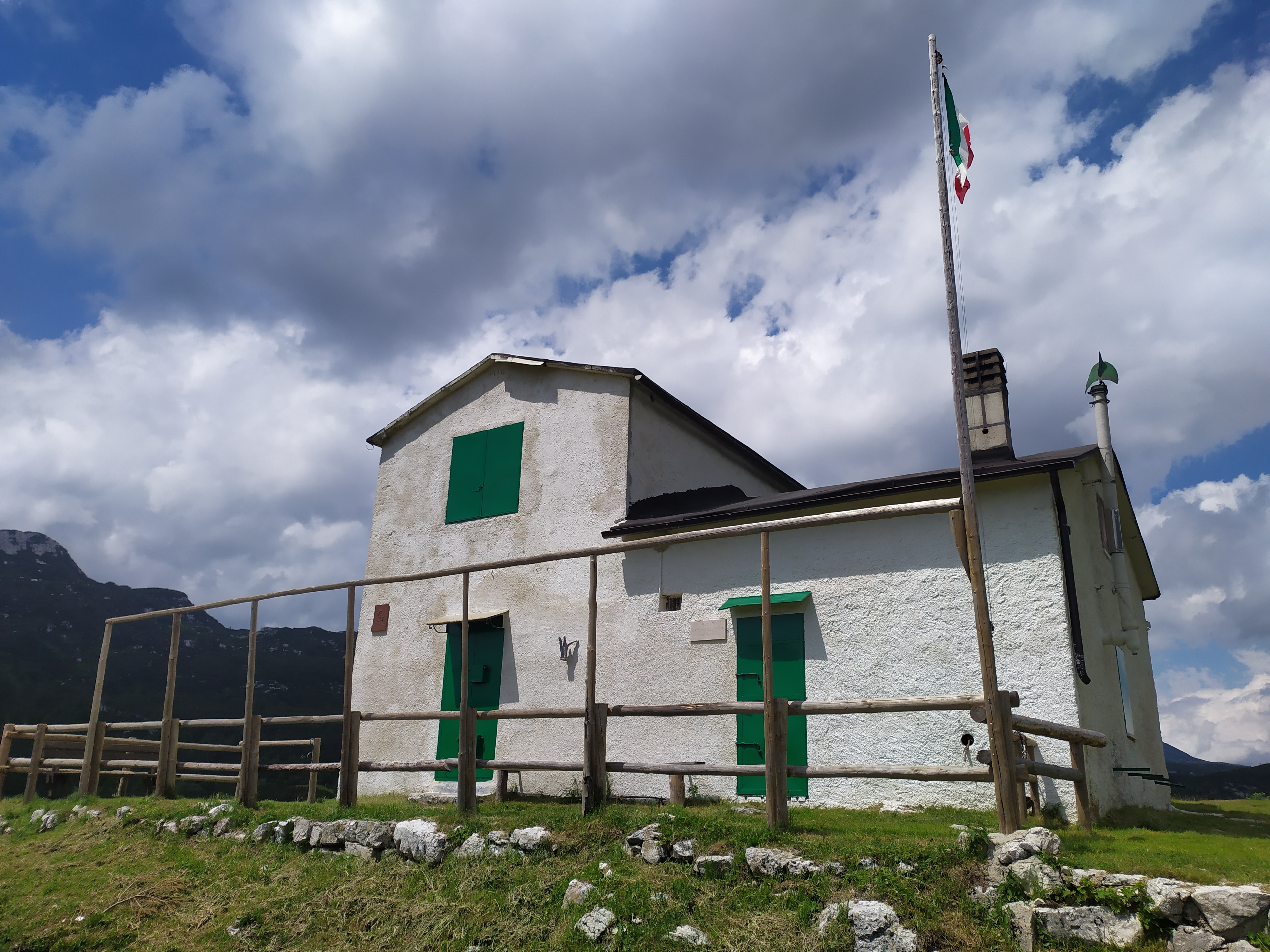
Il bivacco Tre Fontane (ex "Rifugio Cima Dodici" ed ex "malga Cima") in val di Galmarara, gestito un tempo dal CAI di Schio ed oggi dall'ANA di Santa Caterina di Lusiana Conco

La sede comunale è collocata a Conco mentre a Lusiana è ubicata la sede di rappresentanza del Comune e la sede degli organi elettivi.

### Centri storici e Frazioni
Brazzale, Campana, Cenzi, Ciscati (Lusiana), Cobbaro, Coghi, Conco, Gomarolo, Lusiana, Maini, Marchi, Palazzo, Pernechele, Piazza, Sciessere, Tortima, Velo, Vitarolo.

#### Fontanelle -753 m
Il centro abitato sorge a circa 4 km di distanza da Conco, in una vallata in prominenza dei declivi dell'altopiano. La frazione è crocevia tra la strada della Fratellanza che collega Bassano ad Asiago e   la SP71, strada che porta a Marostica. La località conta circa 250 abitanti.

#### Laverda -229 m
La frazione di Laverda è in realtà suddivisa amministrativamente tra tre comuni. Il centro sorge alla convergenza di due valli provenienti dalle montagne circostanti, raccogliendo le acque del torrente Grabo e della valle del Ponte, formando il torrente omonimo.

#### Rubbio -1057 m
La frazione di Rubbio è il centro abitato più alto dell'intero comune di Lusiana Conco. Questo è territorialmente amministrato e suddiviso tra il comune di Bassano del Grappa e quello di Lusiana Conco. Tipico prodotto del luogo è il sedano di Rubbio, al quale è dedicata una sagra omonima, celebrata nel mese di settembre.

#### Santa Caterina -570 m
Santa Caterina si trova a metà strada tra i centri di Lusiana e di Conco e prima della fusione si collocava esattamente lungo la linea di confine dei due vecchi comuni. Nella chiesa della frazione si trova, secondo la tradizione, una Sacra Spina.

#### Valle di Sopra -441 m
Valle di Sopra è una delle località più meridionali del comune e sorge in un'area caratterizzata dalla presenza di corsi d'acqua e di antichi mulini. È presente in quest'area un parco artistico denominato Parco del Sojo.

## Società

### Evoluzione demografica
Abitanti censiti

 Fino al 2011 vengono accorpati i dati dei censimenti degli ex comuni di Lusiana e di Conco.
Il comune risente tuttora del forte flusso migratorio che nel secondo dopoguerra, spinse molti degli abitanti a lasciare i propri paesi d'origine e stabilirsi nella vicina pianura o emigrare all'estero, specialmente verso l'Australia, il Nord America, il Brasile e l'Argentina e successivamente anche la Francia ed il Belgio.

## Cultura

### Musei
Il museo diffuso di Lusiana, gestito dall'Associazione Lusaàn ar Spilar Natura, include il Museo etnografico Palazzon, il Villaggio preistorico di monte Corgnon, la Valle dei Mulini, il Giardino alpino del monte Corno Dario Broglio, il Museo della fauna alpina, l'Area Labioli e gli antichi lavori del bosco, i luoghi della Grande Guerra del Monte Corno e dintorni.

### Eventi
- Fiaccolata delle contrade di Conco - gennaio
- Poppalan - scambio sementi e mercato delle erbe a Lusiana - maggio
- Marcia Edelweiss località Biancoia - giugno/luglio
- Festa dell'emigrante a Velo - luglio
- Infiorata della Madonna - agosto
- Sagra degli Gnocchi a Santa Caterina - agosto
- Festa del Ciclamino a Fontanelle - agosto
- Sagra del Sedano di Rubbio - settembre
- Pomo Pero a Lusiana - ottobre
- Fiera Franca - novembre

## Amministrazione
Il comune è stato istituito il 20 febbraio 2019 a seguito del referendum consultivo del 18 dicembre 2018 che ha sancito la fusione dei due vecchi enti. Dall'istituzione del nuovo ente e sino alle nuove elezioni, un commissario prefettizio ha affiancato i sindaci dei due ex comuni.
| Comune  | Affluenza | SÌ     | NO     |
| ------- | --------- | ------ | ------ |
| Conco   | 46,22%    | 50,53% | 49,47% |
| Lusiana | 44,29%    | 74,11% | 25,89% |

| Periodo          | Periodo        | Primo cittadino    | Partito      | Carica                  | Note                                       |
| ---------------- | -------------- | ------------------ | ------------ | ----------------------- | ------------------------------------------ |
| 20 febbraio 2019 | 26 maggio 2019 | Riccardo Stabile   | -            | Commissario prefettizio | Affiancato dai due sindaci degli ex comuni |
| 27 maggio 2019   | 10 giugno 2024 | Antonella Corradin | Lista civica | Sindaco                 |                                            |
| 11 giugno 2024   | in carica      | Antonella Corradin | Lista civica | Sindaco                 |                                            |

## Sport
Sul territorio comunale viene praticato lo sci nordico (in particolare a monte Corno) e lo sci alpinismo (nel settore Larici Galmarara) ma anche lo sci alpino (val Biancoia), le numerose strade militari risalenti alla prima guerra mondiale sono poi utilizzate come percorsi per le ciaspole e la mountain bike. 

Grazie all'orografia del territorio, è assai diffusa durante tutto l'anno la pratica del volo libero, in particolare grazie alle zone di decollo localizzate tra gli abitati di Tortima e di Rubbio: tali aree di volo sono note a livello internazionale (qui si sono svolte anche alcune gare del campionato del mondo di parapendio 2017, della coppa del mondo di parapendio 2025, del campionato polacco e di quello ceco di parapendio 2025 e della coppa Italia di specialità). L'area è anche utilizzata come decollo durante le gare del Trofeo Montegrappa, meeting internazionale di deltaplano e parapendio e della Flory Cup, altra gara di parapendio.
La squadra di calcio locale è l'Union LC, nata dalla fusione delle vecchie squadre dei centri di Lusiana e di Conco, ben prima della nascita del comune unico. La divisa utilizzata dalla squadra è costituita da una maglia palata biancorossa.
Le strade del territorio sono utilizzate come prove speciali durante la competizione motoristica del Rally Città di Bassano, dove in particolare la prova di Rubbio richiama annualmente un gran numero di spettatori.
I numerosi sentieri presenti nel territorio del comune permettono di compiere molte passeggiate ed escursioni, sia d'inverno che d'estate, e di ammirare ampi panorami, che spaziano dalle Dolomiti alla Laguna Veneta nelle giornate serene.

## Galleria d'immagini

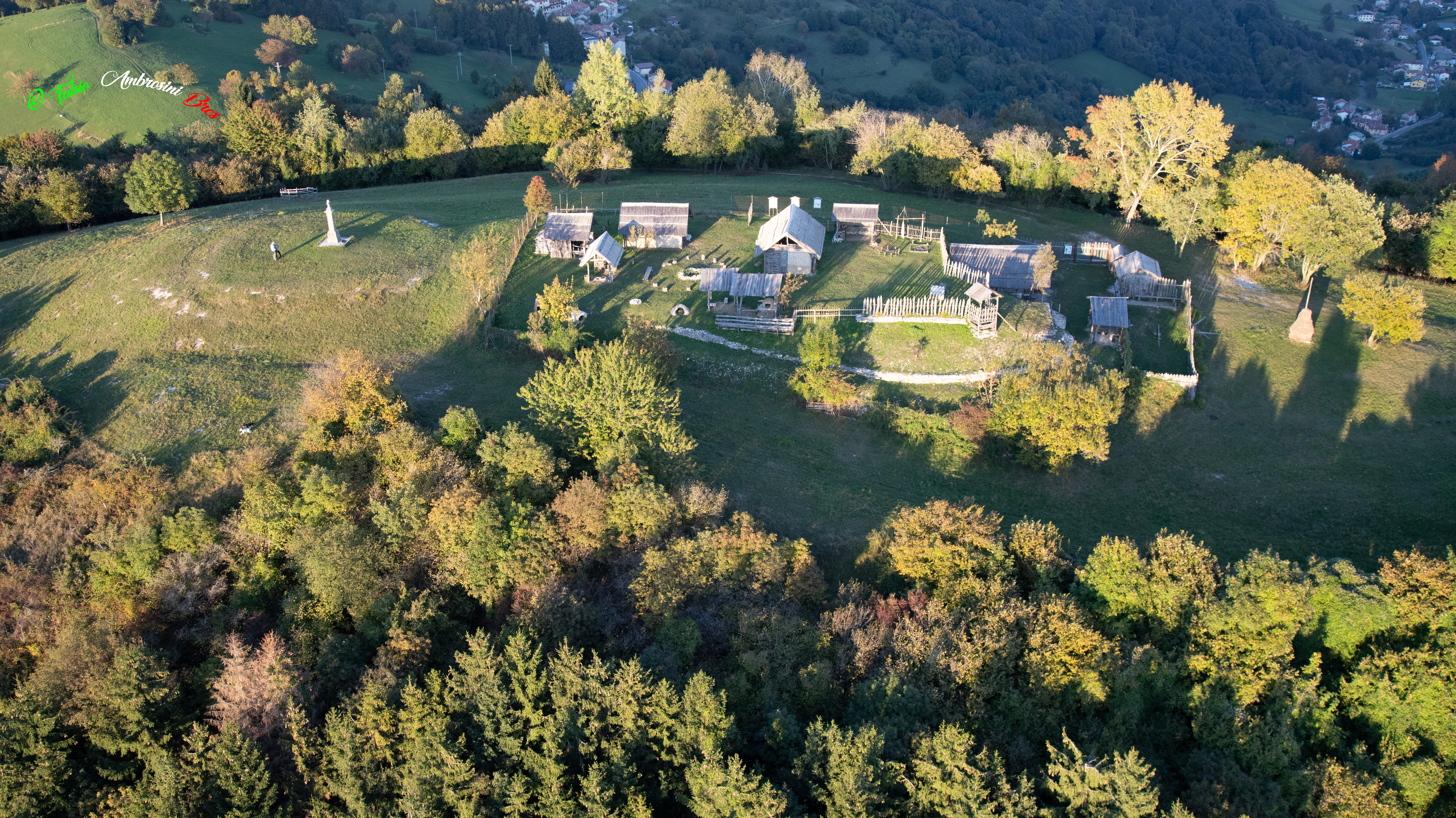
Vista aerea del villaggio preistorico del monte Corgnon
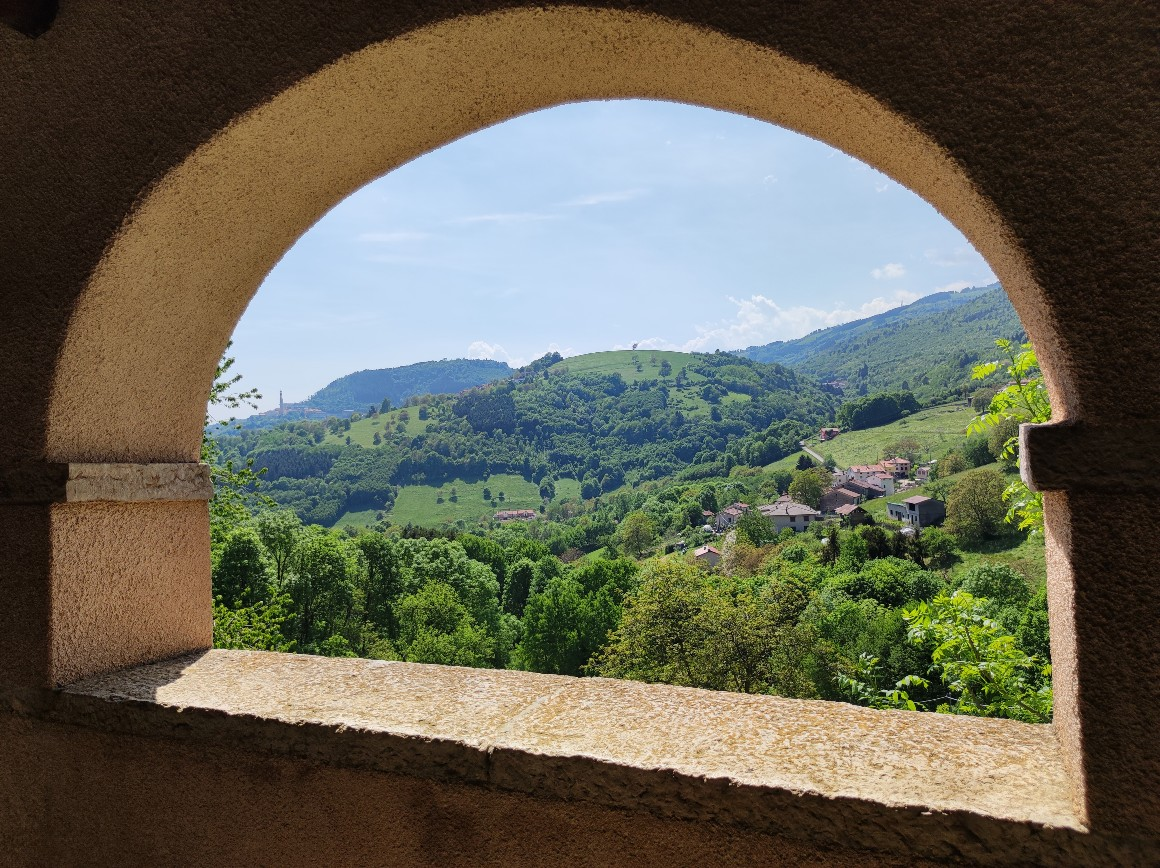
Lusiana da Santa Caterina
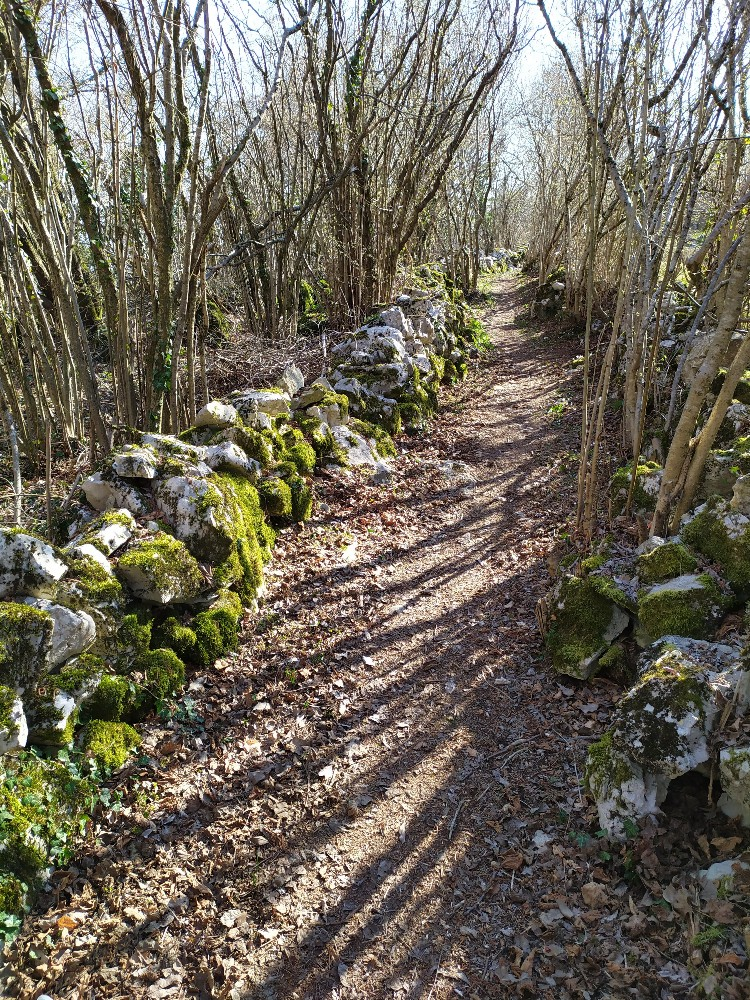
Sentiero CAI in località Scaletta a Tortima
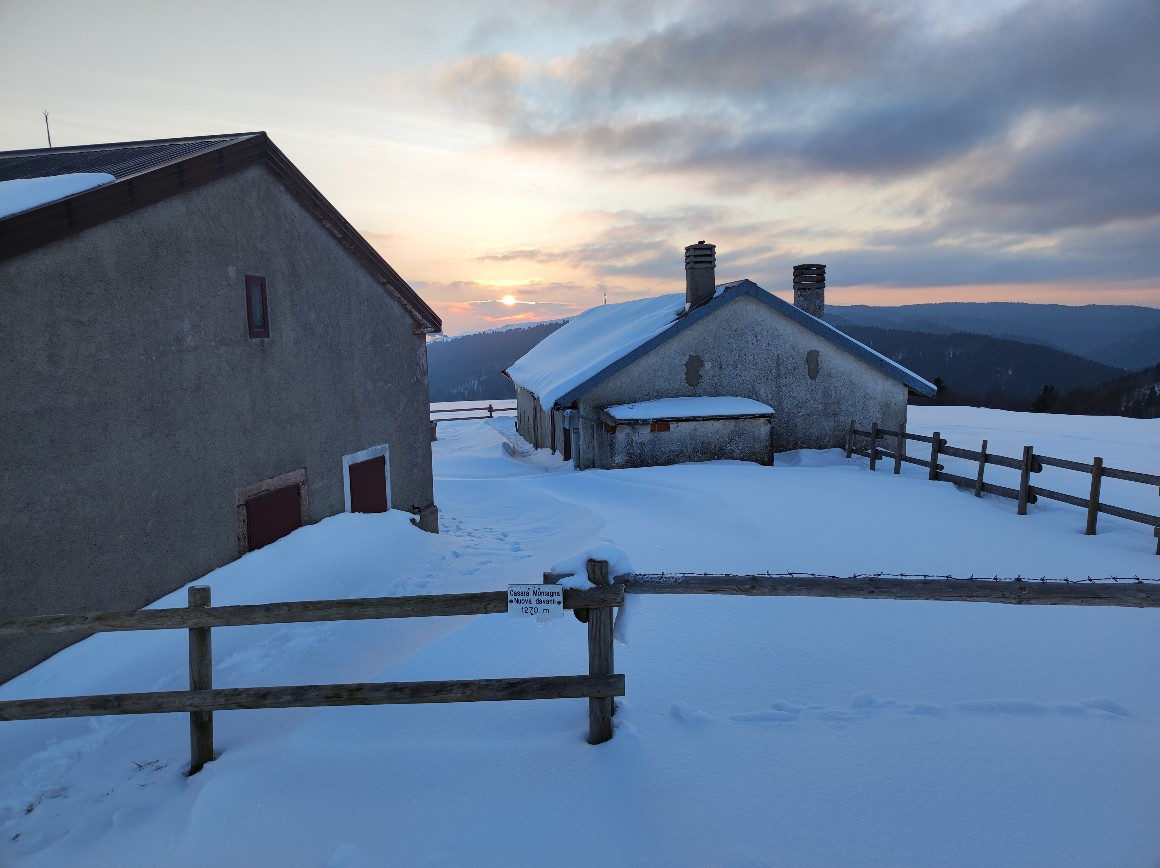
Malga Montagna Nuova Davanti a Conco
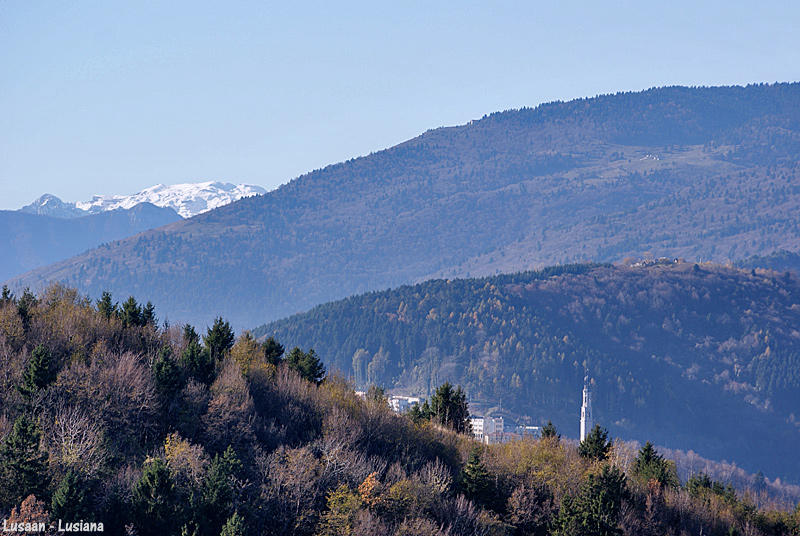
Il campanile di Lusiana fotografato dalla frazione di Tortima. Sullo sfondo i monti Forni Alti e Priaforà e, innevata, Cima Palon. In secondo piano il crinale del monte Corno
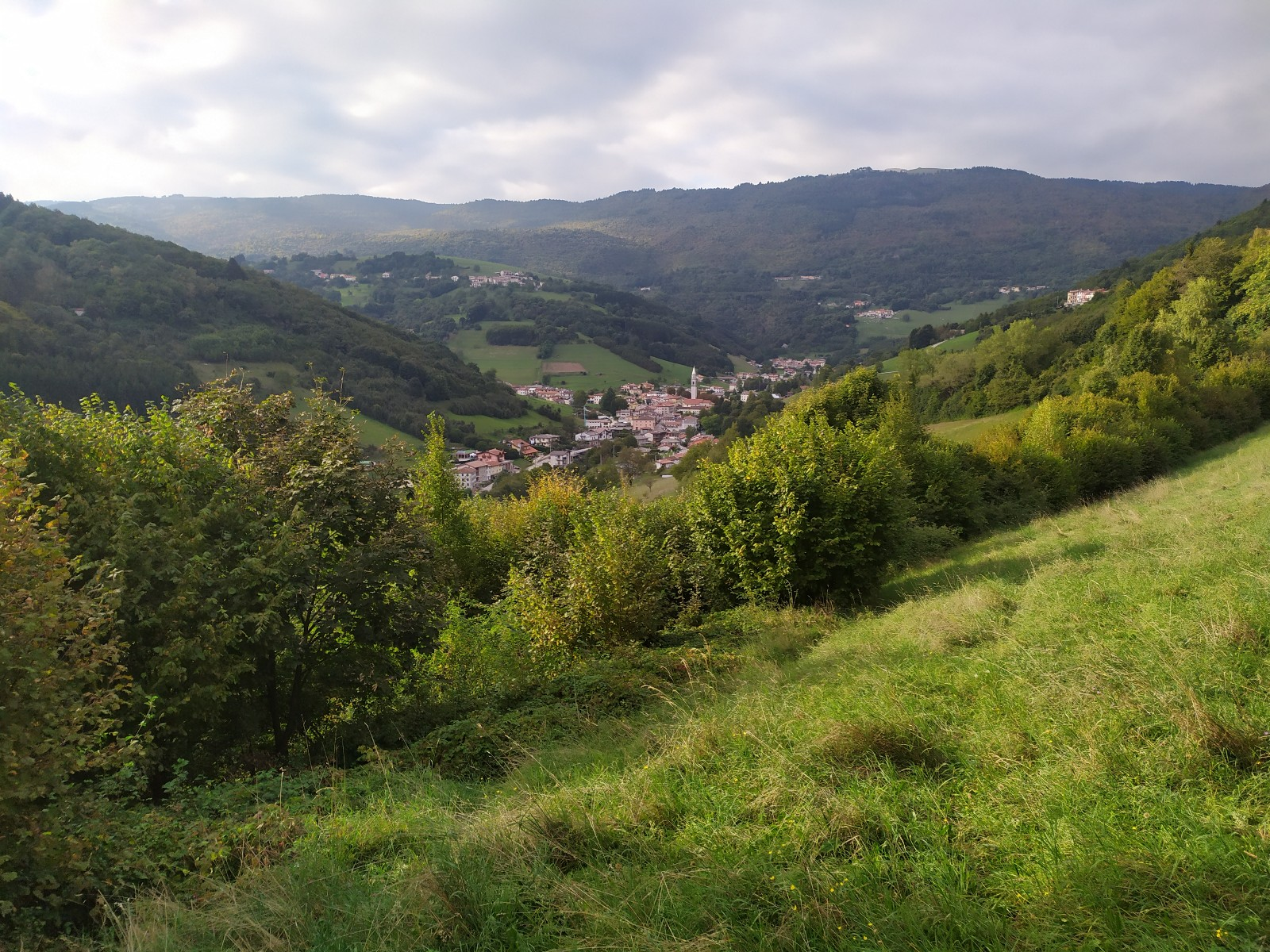
La vallata di Santa Caterina di Lusiana Conco
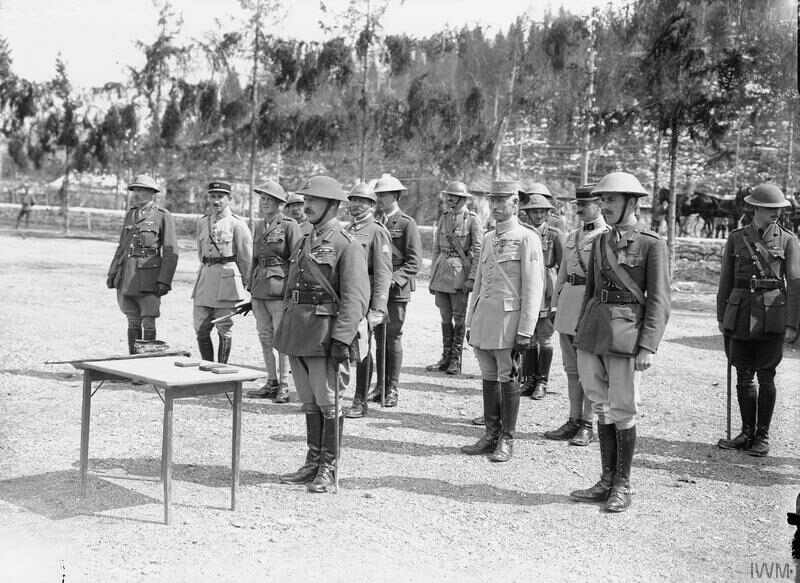
Il territorio di Lusiana Conco fu un importante centro logistico durante la prima guerra mondiale: in questa foto ufficiali francesi ed inglesi tra cui Frederick Lambart, X conte di Cavan ed il principe di Galles, futuro re Edoardo VIII del Regno Unito sulla piana di Granezza (luglio 1918) durante un discorso del generale Jean César Graziani
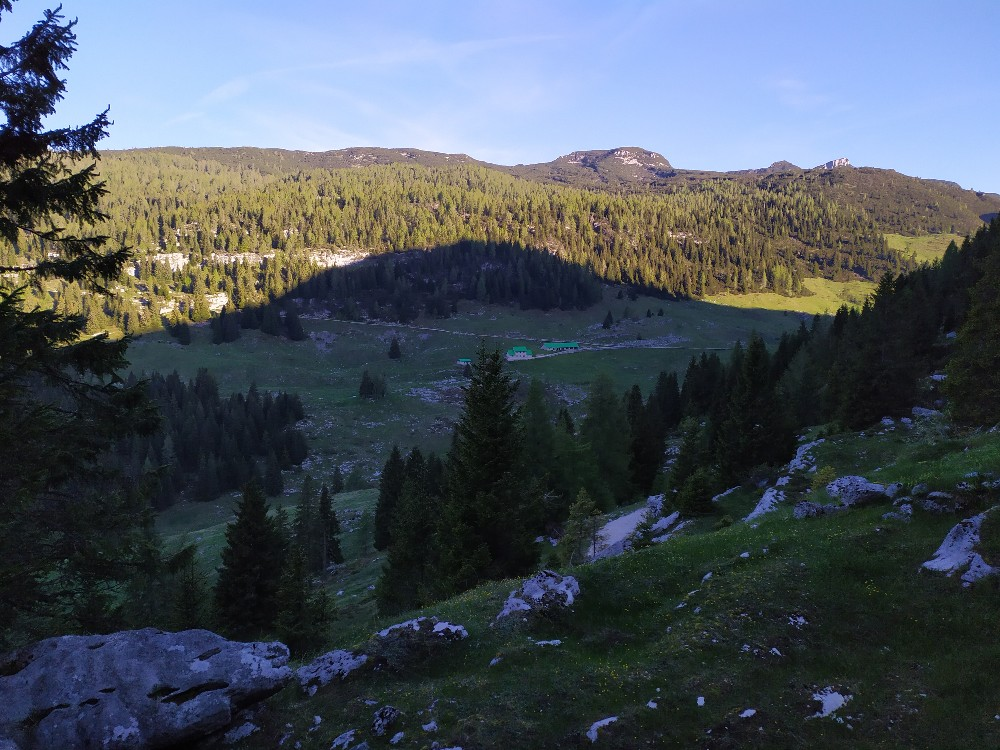
Valle di Galmarara, territorio del "nuovo patrimonio" di Lusiana
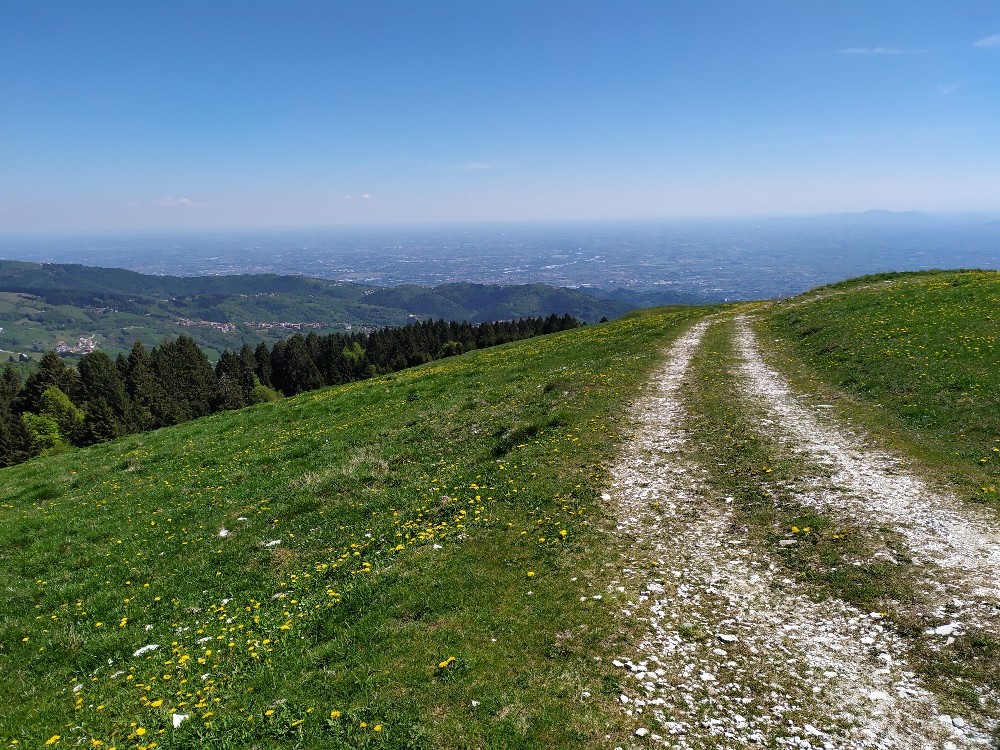
Panorama dal monte Bertiaga
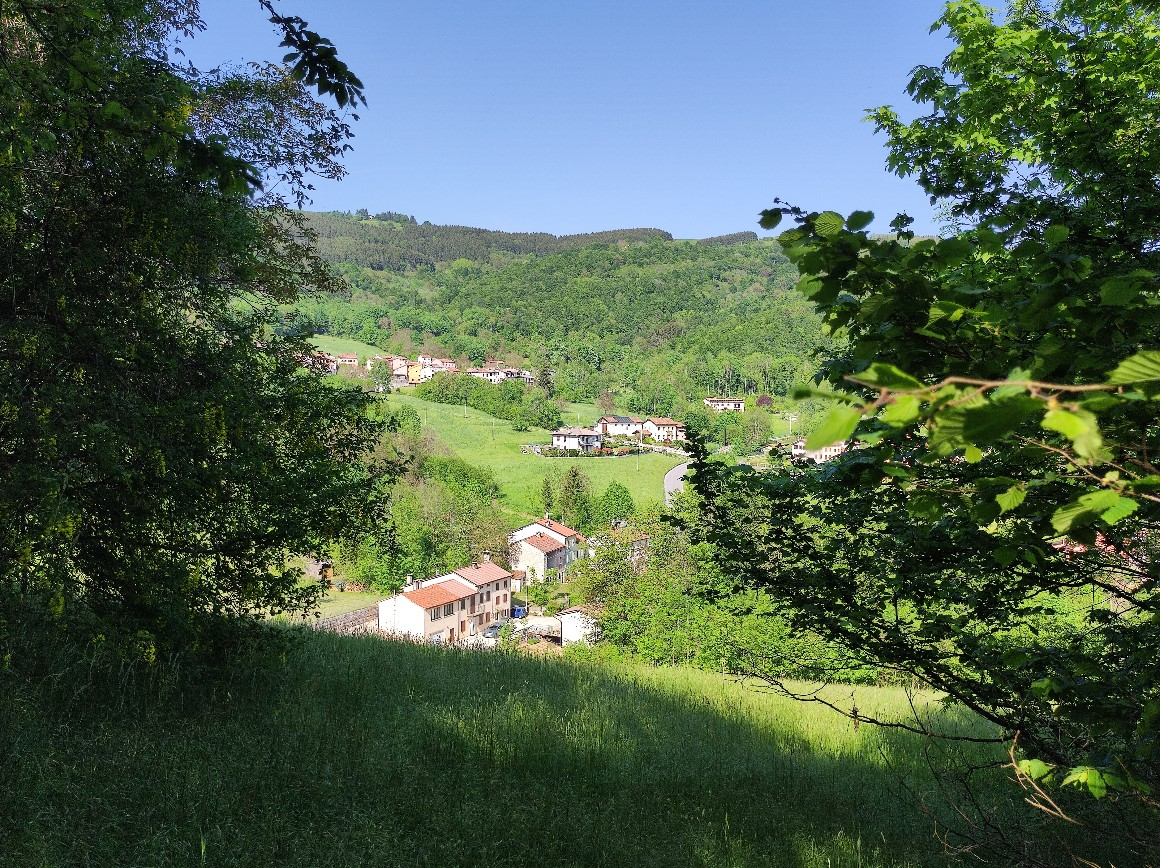
La vallata di Fontanelle
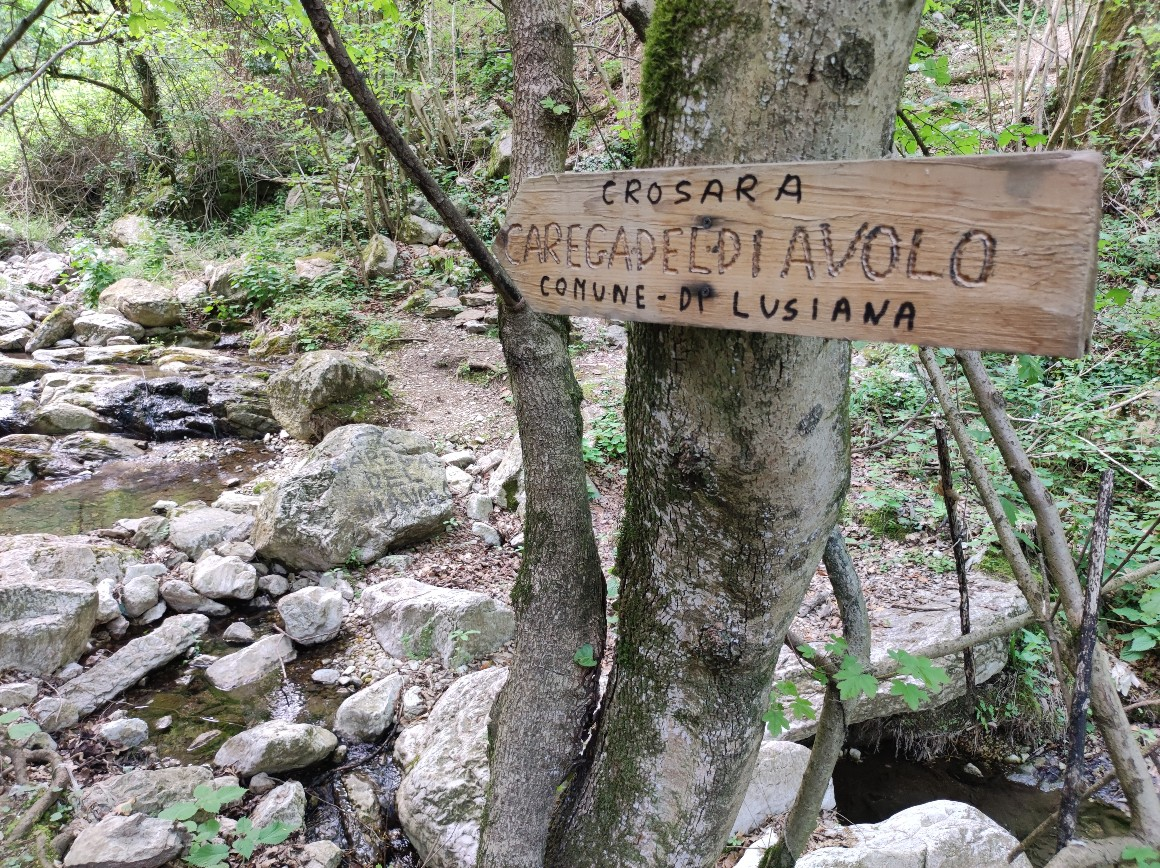
La valle del Rameston col torrente omonimo
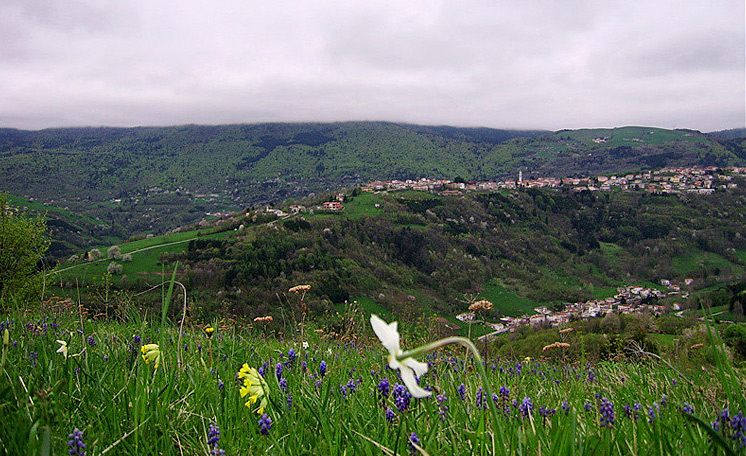
Vista su Conco e Gomarolo